# بایکار بیرقدار قزل‌الما
بایکار بیرقدار قزل‌الما یک هواگرد جت بی‌سرنشین پنهان‌کار، ناونشین و تک‌موتوره است که شرکت بایکار ترکیه آن را توسعه می‌دهد. این هواگرد بخشی از توسعه برنامه «سیستم هواپیمای بی‌سرنشین رزمی» (به ترکی استانبولی: Muharip İnsansız Uçak Sistemi) است. اولین نسخه، قزل‌الما-ای مادون صوت است، نسخه قزل‌الما-بی فراصوت و نسخه قزل‌الما-سی فراصوت و دوموتوره خواهند بود. این پهپاد یکی از دو پهپاد جت‌پیشران پنهانکار ترکیه، به همراه آنکا-۳ است.
با اعلام سلجوق بیرقدار، مدیر فنی بایکار، قرار بود اولین پرواز قزل‌الما در سال ۲۰۲۳ انجام شود. با این حال، قزل‌الما زودتر از برنامه، در ۱۴ دسامبر ۲۰۲۲ پرواز کرد.
پس از تصمیم بایکار برای تشکیل مشارکت با لئوناردو در زمینه پهپادها، برخی از کارشناسان هوافضا شروع به صحبت دربارهٔ این احتمال کردند که قزل‌الما ممکن است به عنوان پهپاد هم‌پر در برنامه جهانی نبرد هوایی انتخاب شود.